# James Cockle
Sir James Cockle (14 de enero de 1819 - 27 de enero de 1895) fue un abogado y matemático inglés, miembro de la Royal Society, de la Real Sociedad Astronómica y de la Sociedad Filosófica de Cambridge.

## Semblanza
Cockle nació el 14 de enero de 1819. Era el segundo hijo James Cockle, cirujano de Great Oakley. Educado en la escuela Charterhouse y en el Trinity College de la Universidad de Cambridge, en 1838 ingresó en el Middle Temple (una agrupación profesional de abogados), ejerció como abogado especial en 1845 y como abogado plenamente capacitado a partir de 1846. Al unirse al turno de abogados de las Midlands adquirió gran experiencia profesional y, por recomendación del Jefe de Justicia, Sir William Erle, el 21 de febrero de 1863 fue designado el primer Jefe de Justicia de la Corte Suprema de Queensland (Australia); cargo en el que sirvió hasta su jubilación el 24 de junio de 1879. Ingresó como miembro de la Royal Society el 1 de junio de 1865, siendo nombrado caballero el 29 de julio de 1869. Regresó a Inglaterra en 1878.

## Vida personal
Sir James se casó con Adelaide, quien se convirtió en Lady Cockle cuando fue nombrado caballero en 1869.
Oakwal, su residencia en Windsor, Brisbane, figura en el registro del patrimonio histórico de Queensland. Se piensa que el nombre de Oakwal puede ser una referencia al lugar de nacimiento de Cockle (Great Oakley, en Essex); y al lugar de nacimiento de su esposa (Walton, en Suffolk).

## Investigaciones matemáticas y científicas
Cockle también es recordado por sus investigaciones matemáticas y científicas. Por ejemplo, inventó los sistemas numéricos de los números bicomplejos y los cocuaterniones, y trabajó con Arthur Cayley (1821-1895) en la teoría del álgebra lineal. Como muchos jóvenes matemáticos, atacó el problema de resolver la ecuación de quinto grado,
a pesar de que ya se sabía por el teorema de Abel-Ruffini que una solución mediante radicales era imposible. En este campo, logró algunos resultados notables, entre los que se encuentra su reproducción de la modificación del teorema de Abel realizada por Sir William Rowan Hamilton. Las formas algebraicas fueron uno de los objetos favoritos de sus estudios. También hizo contribuciones a la teoría de las ecuaciones diferenciales, en particular al desarrollo de la teoría de los invariantes diferenciales o criticoides.
Mostró un gran interés por las sociedades científicas. De 1863 a 1879 fue presidente de la Sociedad Filosófica de Queensland (posteriormente incorporada a la Royal Society de Queensland). A su regreso a Inglaterra se hizo socio de la London Mathematical Society, de la que fue presidente de 1886 a 1888, y de la Real Sociedad Astronómica, de la que fue miembro del consejo de 1888 a 1892. Murió en Londres el 27 de enero de 1895.
Un obituario escrito por el reverendo Robert Harley se publicó en 1895 en los Proceedings of the Royal Society (volumen 59). En 1897, su viuda donó al Museo Británico un volumen que contenía sus investigaciones científicas y matemáticas realizadas entre los años 1864 y 1877. Al igual que su padre, Cockle se hizo rico durante su vida, dejando un patrimonio de 32.169 libras esterlinas, que equivalían aproximadamente a 2,7 millones de libras ajustadas a la inflación hasta 2008.

## Obras
La Biodiversity Heritage Library tiene Londres-Dublín-Edimburgo Philosophical Magazine, series 3 y 4, donde se publicaron artículos de James Cockle:
- 1848: Sobre ciertas funciones que se asemejan a cuaterniones y sobre un nuevo imaginario en álgebra, 33:435?9.
- 1849: Sobre un nuevo imaginario en álgebra 34:37?47.
- 1849: Sobre los símbolos del álgebra y la teoría de los tesarinos 34:406?10.
- 1849: Sobre sistemas de álgebra que involucran más de un imaginario y sobre ecuaciones de quinto grado 35: 434 a 7
- 1850: Sobre la verdadera amplitud de un tesarino, sobre el origen de la palabra teodolito y sobre la luz bajo la acción del magnetismo 36:290-2.
- 1850: Sobre ecuaciones imposibles, cantidades imposibles y tesarinos 37:281?3.
- 1851: Sobre la solución de ciertos sistemas de ecuaciones serie 4, 2: 289 a 93
- 1852: Sobre la transformación algebraica, sobre el álgebra cuádruple y sobre la teoría de ecuaciones, serie 4, 3: 436 a 39
- 1852: Sobre el método de productos simétricos 4: 492 a 96
- 1853 Método de productos simétricos, continuación 5: 170 a 74
- 1853: Fragmento sobre valores múltiples 6: 444 a 48
- 1854: Sobre el método de productos simétricos, concluido 7: 130 a 38

Cockle también escribió una serie "Método de grupos desaparecidos" para el Cambridge and Dublin Mathematical Journal, volúmenes y páginas 2: 267 a 73, 3: 179 a 81 y 4: 174 a 78.